# Рейн-Экспресс
Рейн-Экспресс (RE5) (нем. Rhein-Express) — линия пассажирского регионального экспресса в федеральных землях Северный Рейн-Вестфалия и Рейнланд-Пфальц (Германия). Соединяет наиболее значимые города земли Северный Рейн-Вестфалия Дюссельдорф, Кёльн, Бонн с одним из важнейших городов Рейнланд-Пфальца — Кобленцем. Движение экспресса осуществляется по путям, предназначенным для скорых поездов со скоростью 160 км/ч. Экспресс RE5 перевозит в день около 27 500 пассажиров.

## История

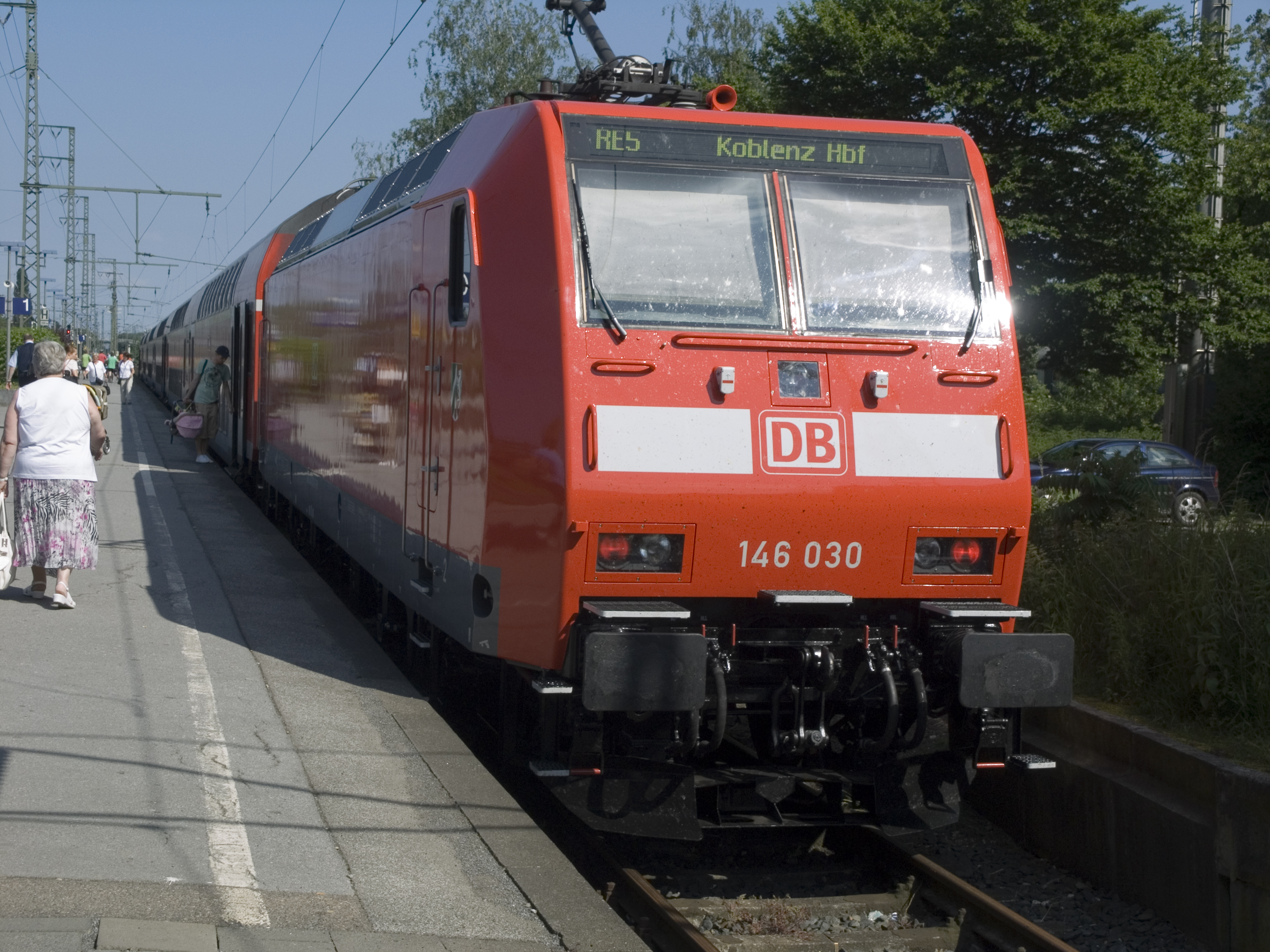
Экспресс RE5 на станции Эммерих-на-Рейне

Появление региональных экспрессов на железных дорогах Германии было связано с оптимизацией системы движения. До этого существовали либо пригородные поезда, либо скорые. Чтобы улучшить систему сообщения было решено создать промежуточный класс поездов, передав некоторые функции скорых поездов поездам пригородного сообщения.

Рейн-Экспресс (RE5) был введён в эксплуатацию в 1998 году. Первоначально он останавливался на всех станциях и относился скорее к типу поездов Regionalbahn, а не Regional-Express. В декабре 2002 года график движения поездов был изменен, скорость движения повышена до 160 км/ч и отменены остановки на ряде станций, вследствие чего только между Кёльном и Кобленцем время в пути сократилось более чем 30 минут.

## Железнодорожные участки
Рейн-Экспресс проходит по участкам четырёх железных дорог:
- участок железной дороги Оберхаузен-Арнем от Эммериха до Оберхаузена;
- участок железной дороги Дуйсбург-Дортмунд от Оберхаузена до Дуйсбурга;
- железная дорога Кёльн-Дуйсбург;
- участок Левобережной Рейнской железной дороги (Кёльн-Майнц) от Кёльна до Кобленца.

## Интервал движения
Согласно расписанию, экспресс RE5 ходит один раз в час.